# François Maurice de Lacy
Pour les articles homonymes, voir Lacy.
François Maurice de Lacy (en allemand : Franz Moritz von Lacy), né le 21 octobre 1725 et mort le 24 novembre 1801, est un maréchal autrichien né à Saint-Pétersbourg. C’est le fils du comte Peter de Lacy qui avait suivi Jacques II en exil avec ses partisans les jacobites.

## Début de carrière

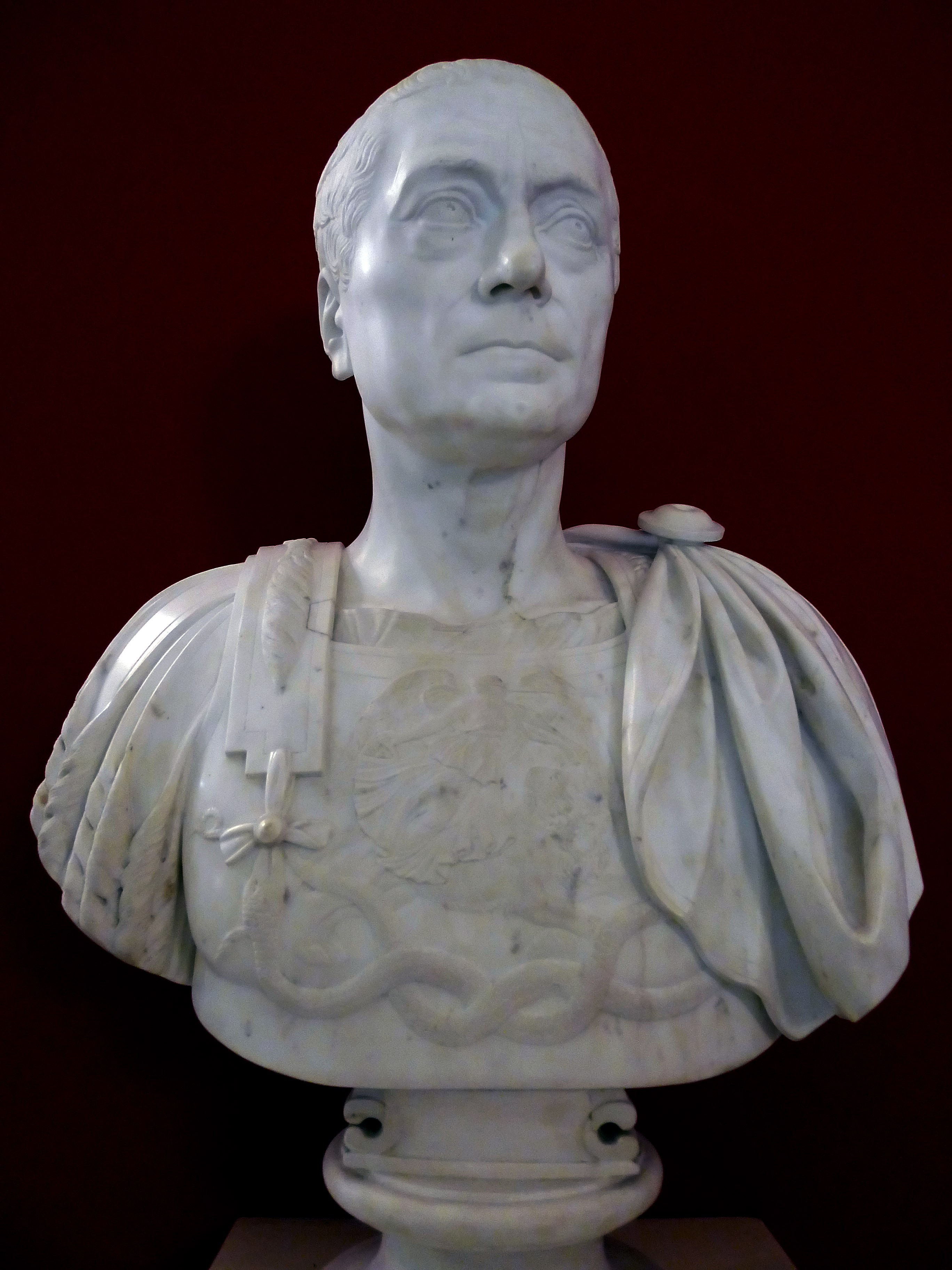
Buste en marbre par Giuseppe Cerracci.

François Maurice de Lacy fait des études militaires en Allemagne avant d’entrer au service de la Monarchie de Habsbourg pour laquelle il participe à la guerre de Succession d'Autriche en Italie, en Bohême, en Silésie et aux Pays-Bas. Il est blessé deux fois et il est nommé lieutenant-colonel avant la fin de cette guerre. À l'âge de vingt-cinq ans, il est colonel et commande un régiment d'infanterie.

## Une longue guerre contre la Prusse
En 1756, durant la guerre de Sept Ans, il reprend du service actif, et, après s’être fait remarquer à la bataille de Lobositz, il est promu major général. Il est blessé une troisième fois puis une quatrième fois lors de la bataille de Prague. Lacy apporte une contribution décisive à la grande victoire de Breslau. À Leuthen, il couvre la retraite de l'armée vaincue et il est blessé pour la cinquième fois. Il devient l’adjoint du maréchal de camp Daun, le généralissime de l'impératrice. Ce sont ces deux commandants, avec Laudon, qui ont permis d’obtenir la fin de la guerre contre Frédéric le Grand.
Lacy est nommé maréchal de camp à trente deux ans et chef d'état-major de Daun.
Pendant quelques années la vie de Lacy est liée à celle de la guerre contre la Prusse. Après Hochkirch (15 octobre 1758) Lacy reçoit la Grand Croix de l'Ordre de Marie Thérèse. En 1759, Daun et Lacy tombent en défaveur par manque de victoires. Lacy devait sa promotion de maréchal de camp en même temps que Laudon pour la brillante conduite de son détachement à Kunersdorf.

## Maréchal de l'Autriche
Après le Traité de Hubertusburg, Marie Thérèse décide de mettre son fils, le futur Joseph II, à la tête des affaires militaires autrichiennes. Lacy est fait maréchal et se voit confier la tâche d'administrer et de réformer l'armée en 1766. Il met en place un nouveau code de droit militaire et un nouveau système de recrutement. À la suite de son travail l'armée autrichienne est plus nombreuse, mieux équipée et moins chère qu'elle ne l'avait jamais été auparavant. Joseph devient rapidement très intime avec son conseiller militaire.
Les activités de Lacy ne se limitent pas à l'armée. Il est missionné par Marie Thérèse pour mettre en place la partition de la Pologne. En 1773, pour raisons de santé et contre les volontés de Marie Thérèse et Joseph, il met en ordre ses affaires avant de se rendre sur le sud de la France. À son retour il est incapable de reprendre la totalité de ses activités mais il devient conseiller pour les affaires militaires de l’empire.

## Une longue fin de carrière
Dans la guerre de Succession de Bavière, Lacy et Laudon sont les commandants en chef autrichiens contre le roi de Prusse Frédéric II. À la mort de Marie Thérèse, Joseph II devient l’empereur et il se souvient que Lacy est son principal homme de confiance. Il lui demande de superviser la guerre contre la Turquie.
Lacy est vieux et usé. Pour son dernier commandement il n’obtient pas plus de réussite que les autres généraux autrichiens. Sa carrière est à sa fin, mais il participe toujours aux affaires du pays et de l'armée autrichienne pendant l’ensemble du règne du successeur de Joseph, Léopold II. Il passe ses dernières années en retraite dans son château Neuwaldegg près de Vienne.